# Липпенс, Мартин
Ма́ртин Ли́ппенс (нидерл. Martin Lippens; 8 октября 1934, Брюссель — 2 ноября 2016, Андерлехт) — бельгийский футболист и футбольный тренер, играл на позиции полузащитника, один из успешных игроков в истории «Андерлехта».

## Биография

### Клубная карьера
Липпенс всю футбольную карьеру играл за «Андерлехт», в составе которого отыграл 12 сезонов. В составе «Андерлехта» он становился семикратным чемпионом страны и выиграл Кубок Бельгии в 1965 году. Завершил карьеру в 1966 году, сыграв за «Андерлехт» в чемпионате страны 232 матч и забил 52 гола.

### Карьера в сборной
В составе сборной Бельгии сыграл 33 матча, в которых забил 2 гола.

### Тренерская карьера
Работал главным тренером клубов «Хамме» (1966—1967), «Сент-Трюйден» (1992), «Моленбек» (1994). Помимо этого, с 1976 по 1989 год работал помощником главного тренера «Андерлехта».

### Смерть
Скончался 2 ноября 2016 года в Брюсселе в возрасте 86 лет после продолжительной болезни.

## Достижения
«Андерлехт»
- Чемпион Бельгии (7): 1954/55, 1955/56, 1958/59, 1961/62, 1963/64, 1964/65, 1965/66
- Обладатель Кубка Бельгии (1): 1964/65